# Campeonato Mundial de Triatlón de 2024
El XXXVI Campeonato Mundial de Triatlón es una serie de cinco competiciones donde la Gran Final se celebró en Torremolinos (España) del 18 al 20 de octubre de 2024. Fue realizado bajo la organización de la Unión Internacional de Triatlón (ITU).
Inicialmente, la sede de la final del campeonato había sido otorgada a la ciudad de Málaga. Las competiciones se disputaron en el área de la playa de Torremolinos.

## Etapas
| Fecha               | Lugar                              | Tipo      |
| ------------------- | ---------------------------------- | --------- |
| 8–9 de marzo        | Abu Dabi ( Emiratos Árabes Unidos) | Cancelada |
| 11 de mayo          | Yokohama ( Japón)                  | Estándar  |
| 25–26 de mayo       | Cagliari ( Italia)                 | Estándar  |
| 13–14 de julio      | Hamburgo ( Alemania)               | Esprint   |
| 14–15 de septiembre | Montreal ( Canadá)                 | Cancelada |
| 27 de septiembre    | Weihai ( China)                    | Estándar  |
| 17–20 de octubre    | Torremolinos ( España)             | Final     |

## Resultados

### Medallistas
| Evento    | Oro                              | Plata                             | Bronce                               |
| --------- | -------------------------------- | --------------------------------- | ------------------------------------ |
| Masculino | Alex Yee Reino Unido 4070 pts.   | Léo Bergère Francia 3728 pts.     | Hayden Wilde Nueva Zelanda 3726 pts. |
| Femenino  | Cassandre Beaugrand Francia 4000 | Elizabeth Potter Reino Unido 3793 | Emma Lombardi Francia 3508           |

### Masculino
| Evento       | Oro                           | Plata                      | Bronce                        |
| ------------ | ----------------------------- | -------------------------- | ----------------------------- |
| Yokohama     | Morgan Pearson Estados Unidos | Matthew Hauser Australia   | Luke Willian Australia        |
| Cagliari     | Alex Yee Reino Unido          | Hayden Wilde Nueva Zelanda | Csongor Lehmann · Hungría     |
| Hamburgo     | Matthew Hauser Australia      | Vasco Vilaça Portugal      | Pierre Le Corre Francia       |
| Weihai       | Alex Yee Reino Unido          | Léo Bergère Francia        | Miguel Lopes Hidalgo · Brasil |
| Torremolinos | Hayden Wilde Nueva Zelanda    | Léo Bergère Francia        | Alex Yee Reino Unido          |

### Femenino
| Evento       | Oro                         | Plata                        | Bronce                           |
| ------------ | --------------------------- | ---------------------------- | -------------------------------- |
| Yokohama     | Léonie Périault Francia     | Taylor Knibb Estados Unidos  | Emma Lombardi Francia            |
| Cagliari     | Cassandre Beaugrand Francia | Lisa Tertsch · Alemania      | Elizabeth Potter Reino Unido     |
| Hamburgo     | Cassandre Beaugrand Francia | Lisa Tertsch · Alemania      | Elizabeth Potter Reino Unido     |
| Weihai       | Lisa Tertsch · Alemania     | Elizabeth Potter Reino Unido | Georgia Taylor-Brown Reino Unido |
| Torremolinos | Cassandre Beaugrand Francia | Elizabeth Potter Reino Unido | Emma Lombardi Francia            |

## Medallero
| Núm. | País          | Oro | Plata | Bronce | Total |
| ---- | ------------- | --- | ----- | ------ | ----- |
| 1    | Francia       | 1   | 1     | 1      | 3     |
| 2    | Reino Unido   | 1   | 1     | 0      | 2     |
| 3    | Nueva Zelanda | 0   | 0     | 1      | 1     |
|      | TOTAL         | 2   | 2     | 2      | 6     |